# Campbellovo pravidlo
Campbellovo pravidlo (anglicky Campbell's Law), také označováno jako Campbellův zákon, je pravidlo, které zavedl Donald T. Campbell v roce 1976. Pravidlo uvádí:
Čím více jakýkoli kvantitativní sociální ukazatel se používá pro společenské rozhodování, tím více bude předmětem korupčních tlaků a tím více se naruší sociální procesy, které má sledovat.

Měl i podobnou myšlenku týkající se vzdělávání:
Úspěšné testy mohou být cennými ukazateli obecného vzdělání v podmínkách normálního učení zaměřeného na obecnou kompetenci. Když se však skóre dosažené v testech stane cílem učebního procesu, ztratí svou hodnotu ukazatele vzdělávacího statusu a deformuje vzdělávací proces nežádoucími způsoby.

 Campbellovo pravidlo lze považovat za příklad kobřího efektu.

## Kobří efekt
Dalšími názvy jsou Efekt kobra a Efekt kobry. Je označení pro situaci, kdy pokus o vyřešení ještě více prohloubí daný problém. Tento pojem můžeme také použít v ekonomice v případě, kdy dochází k jejich nesprávné stimulaci. Pod tímto názvem byla napsána i kniha v roce 2001, kterou napsal německý ekonom Horst Sieber.
Tento efekt vznikl z anekdoty z doby Britské Indie, kdy vládu znepokojoval počet kober v Dillí a tak nabídla odměnu za každou mrtvou kobru. Toho však využili podnikaví lidé a začali kobry chovat, aby je mohli posléze zabít a dostat zaplaceno. O těchto podvodech se dozvěděla vláda a placení za mrtvé kobry zrušila, tudíž chovatelé vypustili kobry do volné přírody a jejich počet se ještě zvětšil. Toto zdánlivě účinné řešení situaci ještě zhoršilo.

### Příklady
Podobné je i Goodhartovo pravidlo nebo Lucasova kritika (Lucas Critique).
V historii existuje mnoho příkladů tohoto efektu např. daň z oken, která byla vybírána v Anglii až do poloviny 19. století. Tato daň měla mít za cíl hlavně bohaté, protože se předpokládalo, že čím více bude jedinec bohatý, tím větší bude mít dům a v něm více oken. Touto daní se však docílilo jen toho, že se začaly stavět domy s méně okny a stávající okna se zazdívala.
Dalším příkladem jsou evropské kvóty pro rybáře. Evropská unie zavedla kvóty na množství ulovených ryb, pokud rybáři ulovili více, než byla kvóta, byly jim účtovány vysoké pokuty. Kontrola však byla jen na břehu, tudíž přesah který byl nad kvótou rybáři vyhodili do moře. Avšak většina úlovku, která byla vypuštěna zpět, tento proces nepřežila.